# 산사바 (로마)

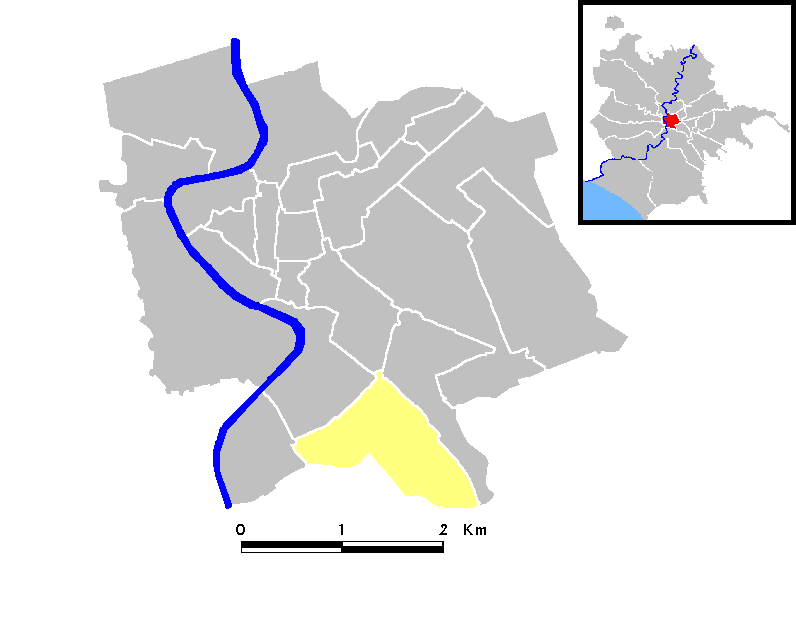
산사바의 위치

산사바(이탈리아어: San Saba)는 이탈리아 로마의 리오네다. R. XXI라고 표기되며, 로마 1구에 속한다.